# سیارک ۱۷۱۱۱۲
سیارک ۱۷۱۱۱۲ (به انگلیسی: 171112 Sickafoose، نامگذاری:2005ER301) صد و هفتاد و یک هزار و صد و دوازدهمین سیارک کشف شده‌است که در ۱۱ مارس ۲۰۰۵ کشف شد.